# Lekkoatletyka na Światowych Wojskowych Igrzyskach Sportowych 2015 – rzut dyskiem mężczyzn
Rzut dyskiem mężczyzn – jedna z konkurencji technicznych rozegranych w dniu 8 października 2015 roku podczas 6. Światowych Wojskowych Igrzyskach Sportowych na kompleksie sportowym KAFAC Sports Complex w Mungyeongu.

## Terminarz
| Data                | Godzina (UTC+09:00) | Wydarzenie |
| ------------------- | ------------------- | ---------- |
| 8 października 2015 | 13:25               | Finał      |

## Rekordy
Tabela prezentuje rekord świata, a także rekord Igrzysk wojskowych (CSIM) przed rozpoczęciem mistrzostw.
|                                   | Zawodnik       | Wynik | Miejsce        | Data                  |
| --------------------------------- | -------------- | ----- | -------------- | --------------------- |
| Rekord świata                     | Jürgen Schult  | 74,08 | Neubrandenburg | 6 czerwca 1986(dts)   |
| Rekord Igrzyska wojskowych (CSIM) | Robert Harting | 67,89 | Warendorf      | 15 września 2013(dts) |

## Medaliści
| Złoto                 | Srebro                     | Brąz                  |
| Zoltán Kővágó · Węgry | Piotr Małachowski · Polska | Mahmoud Samimi · Iran |

## Finał
| Pozycja | Zawodnik                     | Państwo          | #1    | #2    | #3    | #4    | #5    | #6    | Wynik | Uwagi |
| ------- | ---------------------------- | ---------------- | ----- | ----- | ----- | ----- | ----- | ----- | ----- | ----- |
| 01 !    | Zoltán Kővágó                | Węgry            | 61.54 | 66.01 | x     | x     | 65.47 | x     | 66.01 |       |
| 02 !    | Piotr Małachowski            | Polska           | 59.39 | 57.24 | 59.09 | x     | x     | 62.12 | 62.12 |       |
| 03 !    | Mahmoud Samimi               | Iran             | 58.01 | 57.30 | 60.10 | x     | x     | 60.97 | 60.97 |       |
| 4       | Martin Kupper                | Estonia          | 59.76 | 59.49 | 60.92 | x     | 59.04 | 60.78 | 60.92 |       |
| 5       | David Wrobel                 | Niemcy           | 55.14 | 57.49 | 60.02 | x     | 58.36 | x     | 60.02 |       |
| 6       | Markus Münch                 | Niemcy           | 57.76 | 59.55 | 59.27 | 58.57 | 59.24 | 57.95 | 59.55 |       |
| 7       | Eligijus Ruskys              | Litwa            | 58.14 | 56.68 | 56.35 | x     | 55.52 | x     | 58.14 |       |
| 8       | Sultan Al-Dawoodi            | Arabia Saudyjska | 56.84 | 57.77 | x     | 57.92 | x     | 56.26 | 57.92 |       |
| 9       | Ronald Julião                | Brazylia         | 56.33 | 56.55 | 56.88 |       |       |       | 56.88 |       |
| 10      | Przemysław Czajkowski        | Polska           | 54.46 | 54.74 | x     |       |       |       | 54.74 |       |
| 11      | Musab Momani                 | Jordania         | 52.34 | 53.97 | x     |       |       |       | 53.97 |       |
| 12      | Lee Hoon                     | Korea Południowa | x     | 52.37 | x     |       |       |       | 52.37 |       |
| 13      | Khaled Mohammed Al-Moughanni | Katar            | 49.14 | x     | x     |       |       |       | 49.14 |       |
| 14      | Abdurahman Al-Hashem         | Kuwejt           | 44.94 | 46.11 | 46.39 |       |       |       | 46.39 |       |